# Seznam žrtev slovenske osamosvojitvene vojne
Seznam žrtev slovenske osamosvojitvene vojne obsega imena 76 padlih v slovenski osamosvojitveni vojni. Od tega jih je 19 padlo na slovenski strani, 45 na jugoslovanski, 12 pa je bilo tujih državljanov.

## Slovenske žrtve

### Teritorialna obramba Republike Slovenije
1. Dejan Bizjak († 1. avgust 1993)
2. Stanislav Požar
3. Vincenc Repnik
4. Sebastijan Miran
5. Jernej Molan
6. Miroslav Moljk
7. Anton Mrlak[1]
8. Edvard Peperko
9. Peter Petrič
10. Vinko Repnik
11. Franc Uršič
12. Anton Žakel

### Policija
1. Franc Šoster
2. Robert Hvalc
3. Stanko Strašek
4. Marjan Dobelšek
5. Željko Ernoič
6. Bojan Štumberger

### Civilisti
1. Boris Adam
2. Josef Šimčik
3. Janez Svetina
4. Mohor Bergant
5. Alojz Gaube
6. Anton Kotar

## Jugoslovanska stran
1. starejši vodnik Miroslav Šandor (1956), VP 7660 Pleso
2. starejši vodnik Mirko Brndušanović (1959), VP 7464 Varaždin
3. poročnik Dragan Bubalo (1964), VP 7464 Varaždin
4. zastavnik Mustafa Hadžiselimović (1949), VP 7464 Varaždin
5. poročnik Eldin Hrapović (1965), VP 7660 Pleso
6. kapetan Milenko Jorgić (1956), 7660 Pleso
7. podporočnik Aleksandar Milošević (1970), VP 2465 Jastrebarsko
8. kapetan Anton Mrlak (1950), VP 3880 Pleso; Slovenec[1]
9. kapetan Slobodan Pantelić (1946), VP 7640 Ilirska Bistrica
10. vodnik Rama Salihi (1969), VP 2950 Sežana
11. starejši vodnik Bojanče Sibinovski (1959), VP 3880 Pleso
12. kapetan Zoran Stojanović (1955), VP 4142 Murska Sobota
13. građansko lice Branko Sedlar (1954), VP 9481 Rijeka

### Vojaki
1. Stipo Đati (1968), VP 3672 Postojna
2. Ljubo Babić, VP 8164 Maribor
3. Dejan Bjelogrlić (1971), VP 7464 Varaždin
4. Branko Bojanić (1971), VP 3293 Karlovac
5. Halil Cucak (1972), VP 8866/9 Zagreb
6. Dušan Dejanović, VP 2465 Jastrebarsko
7. Popaj Halimi, VP 3672 Postojna
8. Fahir Imamović (1972), VP 3293 Karlovac
9. Antonije Šimunović (1972), VP 7646 Dravograd
10. razvodnik Zoran Ješić (1972), VP 7646 Dravograd
11. Ivan Jeličić (1972), VP 5312 Vrhnika
12. Ratko Jovanović (1972), VP 5312 Vrhnika
13. Florim Kasumi (1971), VP 3293 Karlovac
14. Mirko Lučić (1970), VP 1298 Ribnica
15. Goran Maletić, VP 7646 Dravograd
16. Zoran Mirković (1972), VP 8866 Zagreb
17. Stojan Miletić
18. Vojko Obradinov (1970), VP 4848 Koprivnica
19. Dragan Đokić, VP 2465 Jastrebarsko
20. Nedžmedin Osmani (1970), VP 7640/11 Ilirska Bistrica
21. Muhamed Palić (1971), VP 2146 Nova Gorica
22. Franc Špelko (1971), VP 8164 Maribor; Slovenec
23. Borislav Pivač (1972), VP 8164 Maribor
24. Špiro Ponjavić (1972), VP 5312 Vrhnika
25. Dragan Rodić (1969), 6919 Niš
26. Domagaj Sotinac (1968), 5312 Vrhnika
27. Goran Stanković (1972), VP 2146 Nova Gorica
28. Obrad Stevanović (1971), VP 2146 Nova Gorica
29. Slobodan Stojković (1972), VP 5312 Vrhnika
30. Milan Tanasković (1972), VP 1098 Kranj
31. en neidentificirani pripadnik JLA[2]

## Tujci
1. Nikolas Vogel (avstrijski novinar)
2. Norbert Werner (avstrijski novinar)
3. turški in bolgarski vozniki